# Noegus vulpio
Noegus vulpio là một loài nhện trong họ Salticidae.
Loài này thuộc chi Noegus. Noegus vulpio được Eugène Simon miêu tả năm 1900.